# Anselme François René Papiau de La Verrie
Anselme François René Papiau de La Verrie, (1770-1856), officier de la Garde nationale, ancien maire d'Angers et député de Maine-et-Loire à l'Assemblée nationale.

## Biographie
Anselme François René Papiau de La Verrie est né le 6 juillet 1770 à Angers dans une famille de la bourgeoisie angevine, négociant tanneur en Anjou.
En 1790, pendant la Révolution française, il est partisan des réformes révolutionnaires et devint capitaine de la Garde nationale.
En 1791, il est nommé substitut du procureur de la ville d'Angers.
Le 24 juin 1800, (5 messidor an VIII), il devint officier municipal de la préfecture de Maine-et-Loire. La même année il achète le domaine du château d'Orgemont à Angers.
En mai 1804, (21 floréal an XII), sa femme, Perrine Marthe Lecomte (originaire de Craon en Mayenne angevine), meurt. Il se remarie le 29 août 1808 avec Aimée Marie Gaudin du Plessis originaire d'Angers.
Le 25 mars 1813, il est nommé maire d'Angers par décret impérial.
Le 3 janvier 1815, il est fait chevalier de la Légion d'honneur.
Il assume la continuité de son mandat municipal sous la Première Restauration, les Cent jours ainsi que par la suite sous l'occupation prussienne, puis sous la Seconde Restauration.
Le 22 août 1815, il est élu député à l'Assemblée nationale. Il donne sa démission, comme maire d'Angers, le 10 septembre 1815. 
Sa politique modérée, en cette période troublée, lui assure une popularité parmi ses concitoyens. Le 12 septembre 1816, le conseil municipal lui offrit une épée en témoignage d'estime et de reconnaissance.
En 1820 il se représente aux élections législatives mais il est battu et se retire de la vie politique.
Anselme François René Papiau de La Verrie meurt le 20 avril 1856 à Angers (boulevard de Saumur). Sa dépouille sera enterrée au cimetière de l'Est à Angers dans un monument en marbre blanc surmonté d'un cippe funéraire réalisé antérieurement par le sculpteur angevin David d'Angers.

## Sources
- « Anselme François René Papiau de La Verrie », dans Adolphe Robert et Gaston Cougny, Dictionnaire des parlementaires français, Edgar Bourloton, 1889-1891 [détail de l’édition]